# Tales from the Emerald Sword Saga
 (octobre 2016).
Si vous disposez d'ouvrages ou d'articles de référence ou si vous connaissez des sites web de qualité traitant du thème abordé ici, merci de compléter l'article en donnant les références utiles à sa vérifiabilité et en les liant à la section « Notes et références ».
Tales from the Emerald Sword Saga est une compilation de 16 chansons du groupe de metal italien Rhapsody, sortie en 2004 chez Limb Music.
Les 16 chansons sont extraites des 5 premiers albums du groupe : Legendary Tales, Symphony of Enchanted Lands, Dawn of Victory, Rain of a Thousand Flames et Power of the Dragonflame. C'est le dernier album que Rhapsody sortira chez Limb Music.